# Dusenddüwelswarf

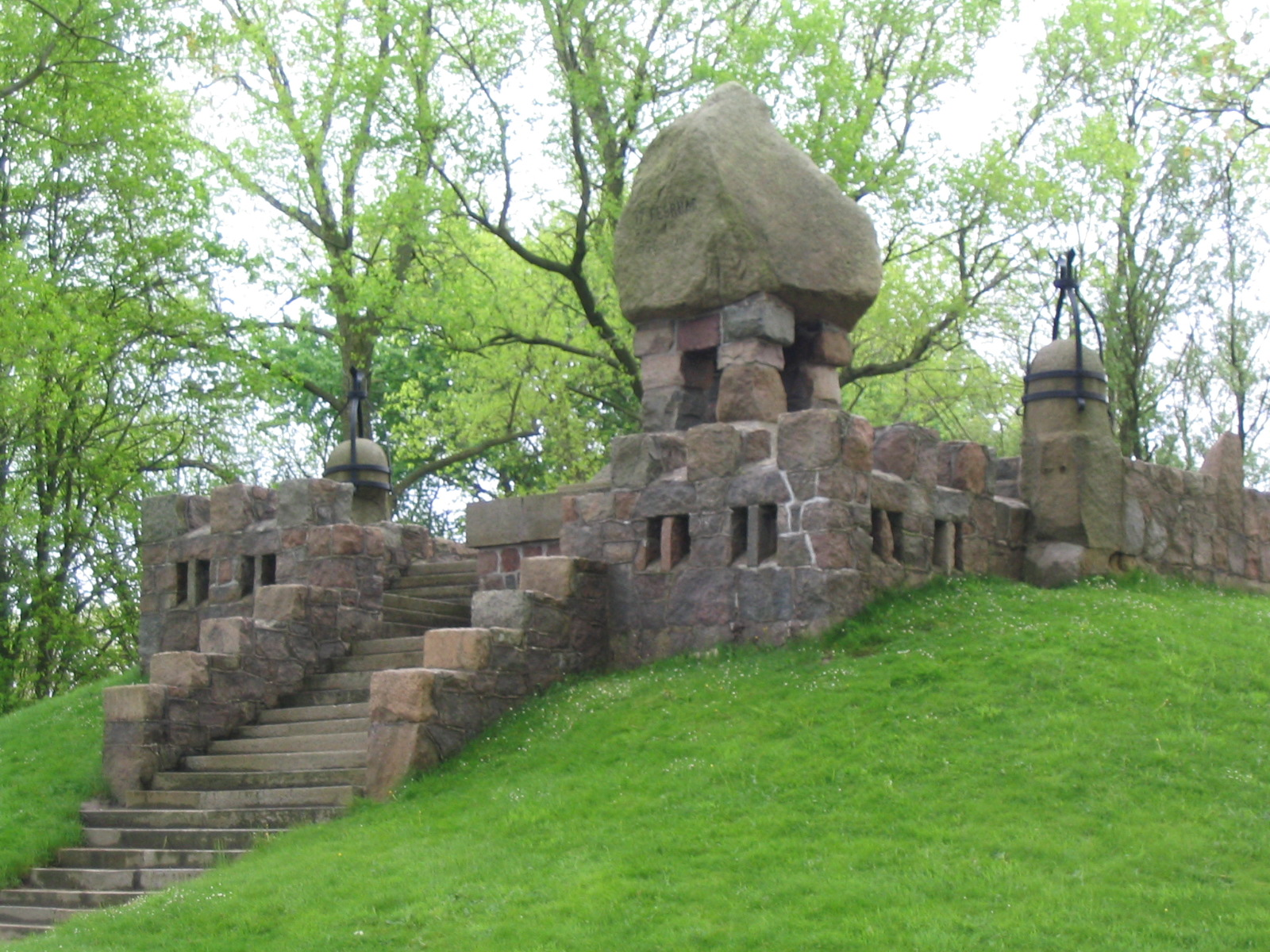
Dusenddüwelswarf mit Denkmal

Die Dusenddüwelswarf (plattdeutsch für: „Tausendteufelswarft“) ist eine Warft in Dithmarschen und Standort des zentralen Landesdenkmals.

## Geschichte
Das Denkmal, das an die Schlacht von Hemmingstedt (1500) erinnern soll, liegt ca. 2 km südlich von Hemmingstedt. Es wurde vom Kieler Architekten Wilhelm Voigt (1857–1916) entworfen und am 17. Februar 1900 eingeweiht. Erste Pläne stammen schon aus der Zeit des 350. Jubiläums der Schlacht. Die Einwohner Meldorfs, die die Idee aufgebracht hatten, wurden jedoch durch die Wirren der 1848er Revolution an der Durchführung ihrer Pläne gehindert. Wieder aufgegriffen wurde der Gedanke fast fünfzig Jahre später vom Vorstand des Meldorfer Museums Goos. Sein Komitee erteilte schließlich Voigt, dessen Entwurf sich gegen zwei andere Entwürfe durchsetzen konnte, den Auftrag für das Denkmal.
Voigt stellte einen Findling ins Zentrum seines Werks und ließ auf der Nordseite das Motto der Dithmarscher anbringen:
Auf der Rückseite ist die Inschrift
zu lesen. Der Findling, dessen Gewicht auf 25 Tonnen, teils auch auf 35 bis 40 Tonnen geschätzt wird, stammt aus dem rund zwölf Kilometer entfernten Barlter Vierth. Er wird von vier aus Quadern gemauerten Säulen getragen. Dieses Kernstück der Anlage wird von niedrigen Mauern mit Zinnen und schießschartenartigen Öffnungen umgeben und ist über Treppen zu erreichen.
Forschungen haben inzwischen ergeben, dass das Denkmal nicht an der Stelle steht, an der es den Dithmarscher Bauern unter der Führung von Wulf Isebrand am 17. Februar 1500 gelungen war, den Vormarsch der holsteinisch-dänischen Schwarzen Garde aufzuhalten. Wahrscheinlich befindet es sich einige hundert Meter von der richtigen Stelle entfernt. 1949 glaubte man den einstigen Schanzgraben gefunden zu haben, doch wird dieses Grabungsergebnis mittlerweile angezweifelt.
In der Nähe des Denkmals befindet sich ein Pavillon, in dem man sich über die Schlacht von Hemmingstedt anhand von Texten und Dioramen informieren kann.
Sowohl zum 400- als auch zum 500-jährigen Jubiläum des Schlachtsiegs wurden Gedenkmedaillen herausgegeben, auf denen jeweils die Dusenddüwelswarf abgebildet ist. Die Dusenddüwelswarf ist auch der Schauplatz der fünften Szene des Theaterstücks Sag dem König Gute Nacht oder Das alte Lied der Freiheit von Heiner Egge.